# Bambio (subprefektur)
Bambio är en subprefektur i Centralafrikanska republiken.   Den ligger i prefekturen Préfecture de la Sangha-Mbaéré, i den sydvästra delen av landet, 210 km väster om huvudstaden Bangui.
I omgivningarna runt Bambio växer i huvudsak städsegrön lövskog. Trakten runt Bambio är nära nog obefolkad, med mindre än två invånare per kvadratkilometer.